# ブルネイの地理

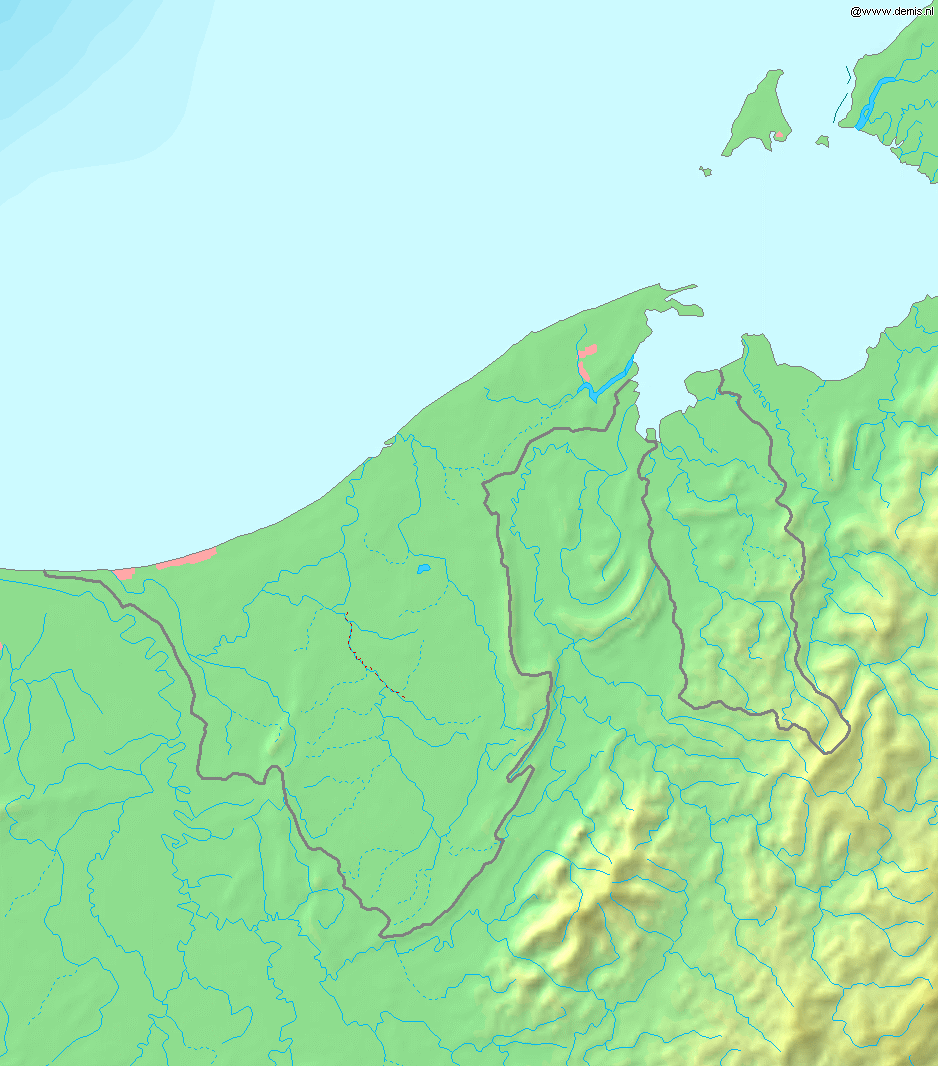
ブルネイの地形図

ブルネイの地理（ブルネイのちり、英語: Geography of Brunei）では、ブルネイの地理について記述する。
ブルネイは東南アジアに位置し、南シナ海に面し、マレーシアと国境を接する。座標は北緯4度30分 東経114度40分 / 北緯4.500度 東経114.667度である。ブルネイはマレーシアと481.3kmにわたって国境を共有し、海岸線長は161kmである。

## 地形
国土の大半は平坦な海岸平野となっており、東部は山地、西部は丘の多い低地である。国土の最低地点は海面と同じ0m、最高地点はパゴン山（Bukit Pagon）の1850mである。
ムアラからプカンツトンにかけての海岸部に褶曲丘陵があるが標高は高くない。国内の主要河川にはテンブロン川、ブルネイ川、ツトン川、ブライト川があり、流域に湿地を、河口にマングローブ林を形成する。

## 気候
ブルネイの気候は、高温多湿であり、平地は熱帯（冷熱帯・暖熱帯）、高地は大雨を伴う亜熱帯湿潤気候である。首都・バンダルスリブガワンの気候は2つの季節を持つ熱帯気候である。乾季は非常に暑く、24〜36℃ほどである。雨季は主に暖かく、湿潤な気候で20〜28℃ほどである。

### 地域別の気候の特徴
- バンダルスリブガワンのあるブルネイ・ムアラ地区は沿岸部および北部の標高が低い地域では熱帯雨林気候（Af）、中部では亜熱帯湿潤気候である。（20〜36℃）

- ツトン地区は熱帯気候で、北部は暑く、南部は暖かい。（22〜32℃）

- ブライト地区は熱帯気候で、北部は暑く、南部はやや暖かい。（25〜37℃）

- テンブロン地区は南部の標高が高い地域では亜熱帯湿潤気候、沿岸部と北部の標高が低い地域では熱帯雨林気候である。（18〜29℃）

## 天然資源
ブルネイの天然資源には、石油・天然ガス・木材が挙げられる。2003年の統計では、原油の15%、天然ガスの85%を日本に輸出している。ブルネイにとって日本は最大の貿易相手国である。

## 土地利用
総面積は5,765km2で、陸地が5,265km2、水面が500km2である。総面積はイギリスのノーフォーク（5,371km2）、日本の三重県（5,777km2）と同じくらいである。
土地利用は2005年現在、耕地が3.6%、森林が52.8%となっている。灌漑面積は2003年現在10km2である。

## 海洋
ブルネイはインド洋と太平洋を結ぶ重要なシーレーンである南シナ海に面する。この2大洋は地形的にマレーシアによって隔たれる。
ブルネイ政府による主張では
- 排他的経済水域（EEZ）は沿岸から200海里（370.4km）または中間線まで
- 領海は12海里（22.2km）まで

としている。

## 環境
台風・地震・大規模な洪水はきわめて稀である。ブルネイは環太平洋火山帯に含まれる。
直近の環境問題としてはインドネシアの山火事に起因する季節的な煙や靄（もや）が挙げられる。

### 国際合意への参加状況
批准したもの
ワシントン条約・国連海洋法条約・モントリオール議定書・マルポール条約